# Sergio Ferrero
Sergio Ferrero est un écrivain et pongiste italien né à Turin le 21 décembre 1926 et mort à Lezzeno le 12 août 2008 .

## Œuvres traduites en français
- Sergio Ferrero (trad. de l'italien par François Bouchard), Hors saison (La Valigia vuota), Paris, Le Promeneur, 1989, 135 p. (ISBN 2-87653-069-4).
- Sergio Ferrero (trad. de l'italien par Danièle Valin), Le jeu sur le pont : roman, Paris, Rivages, coll. « Littérature étrangère », 1998, 179 p. (ISBN 2-7436-0357-7)[1],[2].
- Sergio Ferrero (trad. de l'italien par Danièle Valin), Dans l'ombre : roman, Paris, Rivages, coll. « Littérature étrangère », 2000, 261 p. (ISBN 2-7436-0579-0)[3].
- Les Yeux du père, [« Gli occhi del padre »], trad. de Danièle Valin, Paris, Éditions Payot & Rivages, coll. «  Littérature étrangère », 2002, 177 p.  (ISBN 2-7436-0961-3)[2]
- Le rendez-vous, [« Il cancello nero »], trad. de Danièle Valin, Paris, Éditions Payot & Rivages, coll. «   Rivages-poche. Bibliothèque étrangère », 2004, 113 p.  (ISBN 2-7436-1171-5)
- Paysages dérobés, [« Il ritratto della Giocondae »], trad. de Danièle Valin, Paris, Éditions Payot & Rivages, coll. «  Littérature étrangère », 2004, 151 p.  (ISBN 2-7436-1263-0)
- À la grille noire, [« Il cancello nero »], trad. de Danièle Valin, Paris, Éditions Payot & Rivages, coll. «  Littérature étrangère », 2006, 143 p.  (ISBN 2-7436-1510-9)

## Source
- (it) Cet article est partiellement ou en totalité issu de l’article de Wikipédia en italien intitulé « Sergio Ferrero » (voir la liste des auteurs).